# Disqus
Disqus er webtjeneste, der kan bruges til at indlejre en kommentarsektion på websider, således at sidens besøgende kan kommentere og diskutere indholdet. Disqus blev grundlagt i 2007 af Daniel Ha og Jason Yan i Y Combinators acceleratorprogram for iværksættervirksomheder. Disqus bruges af mange store websteder til at levere kommentarfunktionalitet, bl.a. Wired og Berlingske. I 2011 blev Disqus brugt af 750.000 websteder.